# Johanne Philippine Nathusius

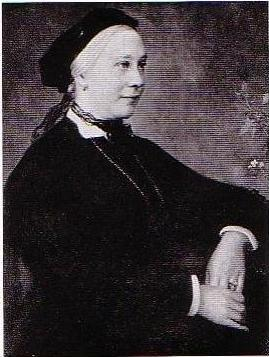
Johanne Nathusius, obraz olejny namalowany przez Susanne von Nathusius (1850–1929) w 1905 r., z okazji inauguracji Johannenhof – część dzisiejszych Neinstedter Anstalten

Johanne Philippine Nathusius (ur. 18 listopada 1828 r. w Althaldensleben, zm. 28 maja 1885 r. tamże) była założycielką Fundacji Elżbiety (Elisabethstift), późniejszych Zakładów Neinstedt.
Ojcem Johanny był Johann Gottlob Nathusius (1760–1835), znany przemysłowiec i właściciel dużych posiadłości ziemskich Magdeburga i okolic. Jej matką była Luise Nathusius z domu Engelhard (1787–1875), córka poetki Philippine Gatterer. Johanne była ósmym i najmłodszym dzieckiem żyjącej w Althaldensleben i Hundisburg rodziny. W wieku dwunastu lat zachorowała na szkarlatynę i na tyfus plamisty, którego skutki odczuwała do końca życia. Do 1860 r. mieszkała głównie w Althaldensleben, potem w Neinstedt. W maju 1876 r. zmarła żona jej brata Heinricha von Nathusius, wówczas Johanne przeprowadziła się z powrotem do Althaldensleben, aby opiekować się jego najmłodszymi dziećmi. Sama nie wyszła za mąż, zmarła w 1885 r. mając 56 lat. Pochowana została na cmentarzu rodzinnym rodziny von Nathusius. Mowę pogrzebową wygłosił jej bratanek Martin von Nathusius, profesor teologii z Greifswald.

## Praca w opiece społecznej
Althaldensleben
Już w wieku 14 lat, jeszcze w Althaldensleben, Johanne Nathusius zaczęła troszczyć się o potrzebujących. Opiekowała się dziewczętami ze szkoły szycia i dziewiarstwa. Zaangażowała się też w założony przez jej brata Philippa von Nathusius (1815–1872) Dom Pomocy dla Dziewcząt, przeznaczony na schronienie dla osieroconych i zaniedbanych dziewcząt. Coraz bardziej interesował ją także los osób niepełnosprawnych umysłowo. Jej brat Phillip zwrócił uwagę jednemu z proboszczów Wilhelmowi Löhe (1808–1872), prekursorowi Ruchu Diakonalnego w Niemczech, na potrzebę utworzenia placówki w Bawarii.
W 1858 r., dla prowincji Sachsen, Johanne zarządziła spis dzieci ułomnych w wieku od 6 do 12 lat. Wynik spisu został przedstawiony pruskiemu parlamentowi tej prowincji przez dwóch braci Johanny. Spis zawierał również wniosek opisujący możliwość poprawy przyszłego losu tych dzieci. Johanne Nathusius jako jedna z pierwszych zwróciła uwagę na zaniedbanie socjalne osób niepełnosprawnych w Prusach. Dla tych osób nie istniały wówczas żadne izby przyjęć w placówkach. Żyli przeważnie w swoich rodzinach, które pozostawały bezradne wobec ich problemów. Nadzieja Johanny na to, że państwo obejmie opieką niepełnosprawnych i stworzy odpowiednie Ośrodki Opiekuńczo – Wychowawcze nie spełniła się jednak. Parlament krajowy uznał się za niewładny w tej sprawie. Wówczas Johanne, w myśl własnych słów: “skoro parlament zawiódł, jest to więc nasze zadanie“, sama postanowiła objąć opieką osoby niepełnosprawne mieszkające w ówczesnej Saksonii.
Neinstedt

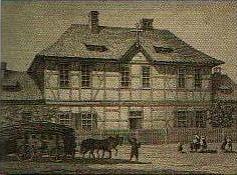
Elisabethstift, część stalorytu Neinstedt am Harz Ernsta Bollmanna, 1863

Już 15 października 1850 r. brat Johanny – Philipp von Nathusius, założył w nabytym przez niego majątku w Neinstedt przytułek dla chłopców oraz Dom Braci (Brüderhaus), który przyjmował wychowanków potrzebujących pomocy. Johanne także postanowiła zbudować przytułek dla niepełnosprawnych w Neinstedt. Po wielu próbach zdecydowała się w końcu nabyć z własnych środków dom rolniczy na dużym – odpowiadającym jej wymaganiom – obszarze gruntu w miejscowości Neinstadt. Po przebudowie i wyposażeniu dnia 3 stycznia 1861 r. nowy dom dla niepełnosprawnych chłopców został otwarty.Założycielka nie chciała aby jej placówka nazywana była Instytucją dla Upośledzonych. Wówczas zmarł bardzo ceniony przez Johannę król Fryderyk Wilhelm IV (1795–1861), jego żona – wdowa Elżbieta (1801–1873), która bardzo angażowała się w działalność na cele dobroczynne, została poproszona przez Johannę, aby zechciała nadać przytułkowi swoje imię. Wdowa dała po roku swoją zgodę i została patronką i protektorką Fundacji Elżbiety Elisabethstifte. W pierwszym roku mieszkało tam 15 dzieci. Ten pierwszy dość mały budynek był punktem wyjścia dla pracy z niepełnosprawnymi w Instytucji w Neinstadt, która została założona jako prywatne dzieło charytatywne, a jest dziś jedną z największych instytucji dla niepełnosprawnych diakonatu ewangelickiego w Niemczech. Ten pierwotny budynek Fundacji Elżbiety (Elisabethstift) był w następnych dziesięcioleciach wielokrotnie przebudowywany i powiększany tak, że obecnie w niczym nie przypomina budynku założycielskiego (który pokazuje zdjęcie obok). Podczas gdy bracia Joanny – August von Nathusius (1818–1884), posiadacz dóbr w Meyendorf i Philipp von Nathusius wówczas dziekan Lindenhof, pełnili oficjalny urząd jako przedstawiciele Fundacji Elżbiety, Johanna swoją osobowością kształtowała życie w fundacji. Organizowała także przebieg dnia i prowadziła księgi rachunkowe. Po śmierci brata Philippa w 1873 r. sama została mianowana na członka przedstawicielskiego. Aż do jej śmierci w 1885 r. w rzeczywistości ona kierowała całą fundacją.
Rozbudowa Fundacji Elizabeth (Elisabethstift)
W 1863 r. Johanne Nathusius zdołała przekonać przyjaciółkę królowej wdowy – Adolphine von Bonin, aby jej ojciec Herrmann von Bonin w 1844 r. wzniósł zamek Detzel (w Haldensleben) i przekazał go w prezencie fundacji. W tym budynku został urządzony kolejny zakład – Dom Opieki Zamku Detzel dla upośledzonych umysłowo dziewczynek i przyłączony do Fundacji Elisabeth. W 1865 r. został założony Azyl Boskiej Pomocy i również połączony z Fundacją Elżbietą. W roku 1877 Johanne nabyła dawną fabrykę cukru i przebudowała na przytułek dla potrzebujących – Zakład dla Upośledzonych – Pomoc Krzyża (Kreuzhilfe) w Thale. W 1884 r. została w końcu otwarta instytucja dla epileptyków – przytułek Gnadenthal (również w Thale). W 1883 r. przy Pomocy Krzyża w Thale została oddana do użytku kaplica, do której wyposażenia czynnie przyczyniła się Johanna. W chwili śmierci Johanny Nathusius w 1885 r. mieściło się w przytułku ponad 400 podopiecznych. W 1906 r. już 20 lat po śmierci założycielki, w Neinstedt oddano do użytku nowo wybudowany zakład Johannenhof, w którym umieszczano niepełnosprawnych i upośledzonych umysłowo. Do śmierci Johanny jej własnością były założone przez nią budynki. Potem przeszły one w ręce Fundacji Elizabeth.
Idea i dziedzictwo
Dużo większe znaczenie od wkład Johanny w pomoc niepełnosprawnym,miało dziś jeszcze naśladowane, kompleksowe udzielanie wsparcia i pomocy niepełnosprawnym w przeciwieństwie do dawniej istniejącej „struktury niepełnosprawnych“. Johanny nie satysfakcjonowało wyłącznie opiekowanie się ludźmi upośledzonymi, znajdującymi się w jej ośrodku. Potrzebujący opieki powinni zawsze być traktowani jak ludzie, którym należy umożliwić odpowiednie życie. Nieustannie wymaga to, indywidualnego, rozsądnego i odpowiedniego zajmowania się niepełnosprawnością, na którą się napotyka. Jej starania uważane są za przełomowe w dziedzinie praw niepełnosprawnych, zapoczątkowały one pedagogikę, która się później wyodrębniła w specjalistycznych warsztatach i szkołach pomocy dla niepełnosprawnych umysłowo. Ukształtowana przez zaangażowanie religijne brata Philippa i jego małżonki Marie Nathusius (1817–1857), przyjęła tych, którzy byli chorzy i upośledzeni i stali na skrajnych obrzeżach społeczeństwa, jako prawdziwie ukochane przez Boga istoty i nadała sens ich życiu poprzez wspólnotę, elementarne, wykształcenie, i zajmowanie się nimi oraz próbę wspierania.

## Prace artystyczne
Johanne Nathusius posiadała talent malarski. Różnorakie podróże od połowy 1846 r. po Niemczech, Szwajcarii i Włoszech miały na celu poszerzać jej artystyczne wykształcenie. W następnych latach stworzyła 28 namalowanych w oleju dzieł – o treści symbolicznej, etymologicznej, kwiatowej i roślinnej. Dla objaśnienia stworzyła książkę, w której dzieła te zostały opublikowane w 1868 r. przez lipskie wydawnictwo. Stworzyła też podstawy nauczania dla mieszkańców fundacji, a także obrazy dużego formatu do kaplicy Pomocy Krzyża w Thale i w Stołówce Fundacji Elżbiety w Neinstedt. W 1859 r. uczestniczyła także w malowaniu (farba olejna na tablicach drewnianych), kościoła symultanicznego w Althaldensleben, założonego przez jej ojca.

## Patronka następujących szkół
- Szkoła im. Johanne-Nathusius, Lüneburger Heerstraße 22, 39340 Haldensleben, Niemcy
- Förderschule im. Johanne Nathusius, Hauptstraße 36a, 01561 Zabeltitz, Niemcy
- Szkoła Joanny, nazwana od imienia Johanne Nathusius, Szkoła Specjalna Neinstedter Anstalten, Neinstedt, Niemcy

## Inne Honory
- Johannenhof, nazwany imieniem Johanne Nathusius, 1905 r. nowo otwarta część zakładu w Neinstedt
- Neinstedt (dot. Marie und Johanne Nathusius) był 30. FrauenOrt (SAFIR/Ministerstwo Zdrowia i Spraw Socjalnych oraz Ministerstwo Kultury Sachsen-Anhalt), Niemcy, 2000
- Wystawa Malarstwa Ściennego SchattenRisse (dot. Marie und Johanne Nathusius). Frauenleben zwischen Altmark und Unstruttal (Institut Historii Otto-von-Guericke-Universität Magdeburg/Ministerstwo Kultury Land Sachsen-Anhalt), Niemcy, 2005

## Twórczość
- Die Blumenwelt nach ihrer Namen Sinn und Deutung, in Bildern geordnet, mit 28 lithographischen Abbildungen, Arnoldische Buchhandlung, Lipsk, Niemcy, 1868
- Garten der heiligen Schrift[2]